# Spezi
 (octobre 2012).
Si vous disposez d'ouvrages ou d'articles de référence ou si vous connaissez des sites web de qualité traitant du thème abordé ici, merci de compléter l'article en donnant les références utiles à sa vérifiabilité et en les liant à la section « Notes et références ».
Le Spezi, qui dans certains lieux est connu sous le nom de « Diesel », est une marque déposée de boisson non alcoolisée. 

## Histoire
Le dépositaire d'origine de la boisson est la brasserie Riegele située à Augsbourg en Allemagne. Quand la marque fut reconnue en 1956, Riegele vendait jusqu'à cette époque uniquement de la bière.

## Description
La boisson est un mélange de cola et de boisson à l'orange, généralement du Coca-Cola avec du Fanta.
En général, en Allemagne et en Autriche, le Spezi est un terme générique pour désigner un mélange de cola et de soda à l'orange. Riegele déposa la marque et tenta de monopoliser l'usage du terme, mais n'y parvint pas. Des plus grandes brasseries vendent un produit similaire, la plupart uniquement en Allemagne. On peut citer par exemple le Schwip Schwap de PepsiCo ou le Mezzo Mix de la Coca-Cola Company. De nos jours, ces deux concurrents vendent beaucoup plus de Spezi que le créateur d'origine.
Cependant, le Spezi original, contrairement à ses principaux concurrents, n'est pas en vente dans certaines parties de l'Allemagne, particulièrement dans une large partie de l'Allemagne de l'Est, ce qui est probablement l'une des raisons de sa faible part de marché. La façon la plus populaire de servir du Spezi reste sans aucun doute le mélange manuel des deux ingrédients.
Comme les autres boissons gazeuses, le Spezi contient de la caféine mais aussi d'autres ingrédients tels que de l'eau, du sucre, de l'acide carbonique, du jus d'orange et du jus de citron.
Le Spezi Riegele est principalement vendu en bouteilles d'un demi-litre mais des bouteilles de 33 cl et de 1,5 l sont aussi disponibles à la vente. Il existe une version sans sucre de cette boisson. Le slogan de la marque est : « Spezi ist Spitze - trink das Original! » (« Le Spezi, c'est génial, buvez l'original ! »).
En raison de ses propriétés désaltérantes, le Spezi est particulièrement populaire dans les stations de ski, où il est régulièrement servi en quantité de demi-litres. En revanche, il est très difficile d'en trouver à Vienne.
Dans certaines régions du nord de l'Allemagne, le Spezi prend une tournure régionale car il devient un mélange du traditionnel schnaps allemand et de Cola.